# Anagoa
Anagoa là một chi bướm đêm thuộc họ Erebidae.